# 湯浅麗歌子
湯浅 麗歌子（ゆあさ りかこ、1991年4月12日 - ）は、日本のブラジリアン柔術家（黒帯）。身長155cm、体重48kg。筑波大学附属坂戸高等学校（工学システム・情報科学科目群）卒業。
2015年、2016年、2017年、2018年の世界柔術選手権（通称ムンジアル）の黒帯部門優勝者である。
日本人初の世界柔術選手権優勝者である佐々幸範の直弟子であり、自身も日本人初世界柔術選手権4連覇及び、2階級制覇を達成している。

## 来歴
2004年、格闘探偵団バトラーツにてレスリングとサブミッションを始める。
2008年、ブラジリアン柔術とグラップリング（NO-GI）を始める。
2008年8月31日、Giグラップリング2008 QUEEN TOURNAMENT（ビギナー -58kg級）に出場し、村田恵実選手に判定負け。
2008年10月、青帯へ昇格。昇格後、アジア柔術選手権（2008年）、全日本柔術選手権（2009年）、東京国際オープントーナメント（2009年 、2010年 ）、ヒクソン・グレイシー杯 国際柔術大会（2010年 、2011年 ）等数々の大会で優勝。
また、女子総合格闘技JEWELS、ROUGH STONE GRAPPLING、DEEP X、などのプロ興行にて、2009年長野美香 、2009年・2012年アミバ（大矢裕子）  、2009年闘牛・空選手 、2010年辻山正美 、2011年真武和恵 、2013年魅津希  に勝利。柔術の試合では、2009年浜崎朱加 、2009年富松恵美 、2012年SARAMI（高野聡美） 、2012年日下美代子 、2012年佐藤瑞穂 、2012年前澤智  等のプロ女子格闘家選手に勝利。
茂木康子主催による、女子限定柔術＆ノーギ・ワンマッチ大会ROLL FESTIVALでは、2009年に杉山しずか 、石岡沙織 、富田里奈 、2010年にセリーナ 、高橋久美子、2011年に北村ヒロコ 、竹下嘉奈子 、藤森祥子  に、全て腕十字固めによるオール一本勝ちで勝利。
2009年10月、紫帯へ昇格。
2010年2月6日、DEEP X 05に出場。-56kg契約、ADCC2007世界王者の塩田さやかに1R22秒膝十字固めで一本負け。
2010年6月4日、世界柔術選手権に出場。青帯フェザー級3回戦準々決勝、判定負け（P2-2、A3-2） ベスト8（帯制度の終了期間により青帯で出場）。
2011年2月27日、ADCCアジア予選に出場。-60kg級準決勝、端貴代にバックチョークで一本負け。
2011年3月26日、パンアメリカ柔術選手権に出場。紫帯フェザー級2回戦準々決勝、腕十字一本負け、ベスト8。紫帯アブソルート級2回戦準々決勝タミー・ムスメシに判定負け（P2-2、A2-0）。
2011年6月4日、世界柔術選手権に出場。紫帯フェザー級2回戦、世界王者マッケンジー・ダーンに送り襟締めで一本負け（準決勝）、3位入賞。
2011年10月8日、アブダビ・ワールドプロ柔術大会日本予選2012に出場。紫茶黒帯-63kg級1回戦準決勝、塩田さやかに判定負け、3位入賞。紫茶黒帯無差別級2回戦決勝戦、塩田さやかにレフリー判定負け、準優勝。
2012年1月27日、ヨーロピアン柔術選手権に出場。紫帯ライトフェザー級3回戦決勝戦、腕固めで一本勝ち、優勝。紫帯アブソルート級準々決勝、判定負け（P3-0、A1-1）。
2012年3月30日、パンアメリカ柔術選手権に出場。紫帯ライトフェザー級3回戦決勝戦、判定負け（P2-4）、準優勝。紫帯アブソルート級3回戦準決勝、判定負け（P3-2）、3位入賞。
2012年6月1日、世界柔術選手権に出場。紫帯ライトフェザー級1回戦敗退、送り襟締めで一本負け。
2012年10月25日、アジア柔術選手権に出場。紫帯ライトフェザー級決勝戦、芝本さおりに判定勝ち（P15-2）、優勝。紫帯アブソルート級決勝戦、イザベレ・ソウザに腕十字固めで一本勝ち、優勝。
2013年2月3日、アブダビ・ワールドプロ柔術大会日本予選2013に出場。紫茶黒帯-60kg級決勝戦、塩田さやかと4度目の対戦で悲願の判定勝ち（P2-0、A1-0）、優勝。（アブダビ・ワールドプロ柔術大会2013本選へのチケットを獲得）
2013年3月24日、ADCCアジア予選2013に出場。-60kg級2回戦準決勝、塩田さやかにアンクルホールドで一本負け。-60kg級3位決定戦、端貴代に判定負け（P0-0、延長 A-1-0）。
2013年4月12日、アブダビ・ワールドプロ柔術大会2013に出場。紫茶黒帯-60kg級2回戦、世界王者ミッシェル・ニコリニに判定負け（2-4）。ベスト8。
2013年6月1日、世界柔術選手権に出場。紫帯ライトフェザー級3回戦準々決勝、判定負け（P0-2）、ベスト8。
2013年7月7日、コパ・ブルテリアに出場。紫帯ライトフェザー級優勝。紫帯アブソルート級優勝。
2013年8月31日、女子総合格闘技DEEP JEWELS旗揚げ戦に出場。-52kg級契約、魅津希に判定勝ち（3-0）。
2013年9月、茶帯へ昇格。
2014年2月9日、アブダビ・ワールドプロ柔術大会日本予選2014に出場。茶黒帯-66kg級1回戦、イザベレ・ソウザに判定負け（P4-2）。茶黒帯アブソルート級2回戦決勝戦、イザベレ・ソウザに判定勝ち。（アブダビ・ワールドプロ柔術大会2014本選へのチケットを獲得）
2014年4月13日、アブダビ・ワールドプロ柔術大会2014に出場。茶黒帯-60kg級2回戦、ナイジャ・イーストンにレフリー判定負け（P0-0、A1-1）。ベスト8。
2014年6月1日、世界柔術選手権に出場。茶帯ライトフェザー級3回戦決勝戦、パトリシア・フォンテスに腕十字固めで一本勝ち、優勝。女子茶帯ライトフェザー級で日本人初世界王者となる。
2014年6月、黒帯へ昇格。
2015年5月24日、ADCCアジア・オセアニア予選に出場。-60kg級2回戦決勝戦、リビア・グホフスカにバックチョークで一本勝ち。優勝。（ADCC2015本選へのチケットを獲得）
2015年5月31日、世界柔術選手権に出場。黒帯ライトフェザー級準決勝戦、世界王者ローレンス・カズンにポイント判定勝ち（P6-4、A0-3）、黒帯ライトフェザー級決勝戦、世界王者ギザリー・マツダにポイント判定勝ち（P4-4、A3-2）、優勝。女子黒帯ライトフェザー級で日本人初世界王者となる。 
2015年8月25日、ADCC2015に出場。-60kg級1回戦、世界王者ミッシェル・ニコリニに判定負け（0-2）。
2016年6月5日、世界柔術選手権に出場。黒帯ルースター級3回戦決勝戦、オウチ・ヤルビレートにボーアンドアローチョークで一本勝ち、優勝。女子黒帯ルースター級で世界王者となり、日本人初世界柔術選手権2連覇及び、2階級制覇を達成。  
2017年6月4日、世界柔術選手権に出場。黒帯ルースター級3回戦決勝戦、レヤンヌ・アマンダに送り襟絞めで一本勝ち、優勝。女子黒帯ルースター級世界王者となり、日本人初世界柔術選手権3連覇を達成。
2017年9月23日、ADCC2017に出場。-60kg級1回戦、世界王者ミッシェル・ニコリニにレフェリー判定負け（0-0、延長戦0-0）。
2018年6月3日、世界柔術選手権に出場。黒帯ルースター級3回戦決勝戦、セリーナ・ガブリエルにポイント判定勝ち（P6-2、A3-0）、優勝。女子黒帯ルースター級世界王者となり、日本人初世界柔術選手権4連覇を達成。

## 獲得タイトル
- 世界柔術選手権（ムンジアル）ルースター級/-48.5kg 優勝（2018年）
- 世界柔術選手権（ムンジアル）ルースター級/-48.5kg 優勝（2017年）
- 世界柔術選手権（ムンジアル）ルースター級/-48.5kg 優勝（2016年）
- 世界柔術選手権（ムンジアル）ライトフェザー級/-53.5kg 優勝（2015年）
- 世界柔術選手権（ムンジアル）/茶帯/ライトフェザー級/-53.5kg 優勝（2014年）
- ヨーロピアン柔術選手権ライトフェザー級/-53.5kg 優勝（2012年）
- アジア柔術選手権ライトフェザー級/-53.5kg 優勝（2012年）
- アジア柔術選手権フェザー級/-58.5kg 優勝（2008年）
- アジア柔術選手権アブソルート級/無差別級 優勝（2012年）
- 全日本柔術選手権フェザー級/-58.5kg 優勝（2009年）